# Andrés Eloy Blanco (Girardot)
Pour les articles homonymes, voir Andrés Eloy Blanco.
Andrés Eloy Blanco est l'une des huit paroisses civiles de la municipalité de Girardot, dans l'État d'Aragua au Venezuela. En 2007, la population estimée s'élève à 53 649 habitants. Sa capitale est Maracay, chef-lieu de la municipalité et capitale de l'État d'Aragua.

## Géographie

### Démographie
Andrés Eloy Blanco constitue l'une des paroisses urbaines de la ville de Maracay, capitale de l'État. Elle est divisée en plusieurs quartiers dont :
- Barrio Alayón
- El Milagro
- La Democracia
- Las Flores
- Santa Rosa
- Toronjal

## Sources
- (es) Cet article est partiellement ou en totalité issu de l’article de Wikipédia en espagnol intitulé « Parroquia Andrés Eloy Blanco » (voir la liste des auteurs).